# 利亞克薩科查湖
12°01′43″S 75°45′18″W / 12.02861°S 75.75500°W
利亞克薩科查湖（Lake Llacsacocha），是秘魯的湖泊，位於該國中部胡寧大區的豪哈省，處於查爾瓦科查湖西南面和曼卡科查湖以西，海拔高度4,393米。